# استفانیا سانسونا
استفانیا سانسونا (انگلیسی: Stefania Sansonna؛ زادهٔ ۱ november ۱۹۸۲ (۴۲ سال)) بازیکن والیبال اهل ایتالیا است.
از باشگاه‌هایی که در آن بازی کرده‌است می‌توان به آگیل والی اشاره کرد.